# Justizvollzugsanstalt Ebrach
Die Justizvollzugsanstalt Ebrach ist eine Jugendstrafanstalt des Freistaates Bayern in Ebrach.
Die Haftanstalt hat eine Belegungsfähigkeit von 337 Haftplätzen im Regelvollzug.

## Geschichte
Die Anstalt wurde 1851 in den Räumlichkeiten des Klosters Ebrach als Arbeitshaus bzw. Zuchthaus errichtet.
Am 9. September 1933 wurde Bayernwacht-Mitglied Lorenz Schriefer im Zuchthaus Ebrach von Johann Reichhart hingerichtet. Während des Zweiten Weltkriegs wurden ausländische politische Gefangene in Ebrach inhaftiert.
Seit 1958 dient die Anstalt als Jugendstrafanstalt.
Im Juli 1969 versuchte die APO mit Demonstrationen und Diskussionen die Freilassung eines dort einsitzenden Studenten zu erreichen.